# 姫咲☆兎ら
姫咲☆兎ら（きさき ばにら、11月22日 ）は、日本のアイドル。
東京都出身。

## 人物
- ファンの事をバニラーと呼ぶ。
- SNS等ではアカウントがよく凍結される[1]。
- キャッチコピーは「変態紳士の脱がないオカズのエロリスト♡ 痴女活万歳！お尻の主張激しめ。」。
- 大のディズニー好きで、特にダンボが好き。
- ホラーは大の苦手[2]。
- 今後の目標として「着エロがやりたいので、ナースとかのコスプレをやりたい！」と語っていた[3]。
- 「好きな女優はいない自分は自分、女優業よりグラビアの仕事の方が楽しい」[4]
- 2022年10月の同人頒布会「ゆるケット」では月面舎モデルとして参加[5]。
- 痴女活シリーズは『痴女活宝味』を以って終了と『痴女活快楽』の作品中に発表される

## 作品

### Youtube
- DeepRedホラーチャンネル「ばにたんのこれやってみます」

### ニコニコ動画
- DeepRedホラーチャンネル「ばにたんのこれやってみます」

### DMM動画(VR)
- 無邪気な君とのトクベツな想い出。(2019年)
- バーチャルダイブ 誘惑的すぎるムッチリ秘書との不埒な過ち (2020年)

### DVD
- 「ツインテールブルセラ鎖」(2016年 月面舎）
- 「ネコもの」 (2017年 月面舎)
- 「off-season」 (2017年 月面舎)
- 「誰にも言えないクリニック」(2018年 月面舎)
- 「BUNNYLA VANILLA」(2018年 月面舎)
- 「痴女活生活」(2018/10/03 DeepRedレーベル)
- 「痴女活日和」(2019/4/19 DeepRedレーベル)
- 「痴女活三昧」(2019/11/03 DeepRedレーベル)
- 「餌狼 そして誰もいなくなった」(2019/06/04 DeepRedレーベル)
- 「青梅毒 ラスト・パンデミック」(2020/05/03 DeepRedレーベル)
- 「痴女活百景」(2020/07/03 DeepRedレーベル)
- 「痴女活満開」(2021/03/03 DeepRedレーベル)
- 「痴女活天国」(2021/11/05 DeepRedレーベル)
- 「痴女活革命」(2022/04/06 DeepRedレーベル)
- 「痴女活快楽」(2022/11/09 DeepRedレーベル)
- 「痴女活乱舞」(2023/05/10 DeepRedレーベル)
- 「痴女活宝味」(2023/12/06 DeepRedレーベル)
- 「ばにたんと一緒」(2024/3/27 スパイスビジュアル)

### 電子書籍 (CD-ROM)
- 超ばにら (2013年/月面舎)
- いちごラブドール (2013年/月面舎)
- バニラ・ド・ブルマ (2013年/月面舎)
- どぶるまももき (2013年/月面舎)
- つづきのアイス (2013年/月面舎)
- どぶるま1/2 「黄」(2013年/月面舎)
- どぶるま1/2「桃」(2013年/月面舎)
- 妄想居残りテスト「動いてイイですか」(2013年/月面舎)
- 側溝に吹き溜まる雪が溶けるのを待つのか 当たらないアイスキャンディを買い続けるか(2013年/月面舎)
- ばにらのみくす(2014年/月面舎)
- VR (2014年/月面舎)
- 微熱スパイダー (2014年/月面舎)
- ましゅまろモード (2014年/月面舎)
- 雨やどり(2014年/月面舎)
- ナースオペラチオン(2014年/月面舎)
- バニラXYX(2014年/月面舎)
- 地下ナースEXTRA(2014年/月面舎)
- 秋葉原名産　めいど詰め合わせ(2015年/月面舎)
- TBK (ツインテールブルマ教習生）(2016年/月面舎)
- 私の部屋へおいでよ(2016年/月面舎)
- ぷらいべーとるーむこれくしょん(2016年/月面舎)
- 迷いウサギ(2016年/月面舎)
- 桜レインコート(2016年/月面舎)
- 放課後ネックレス(2016年/月面舎)
- レインコートフェチに調教された制服は「The Raincoat」(2017年/月面舎)
- 待ち合わせソフトクリーム(2017年/月面舎)
- off-season (2018年/月面舎)
- ツユダク姫 (2018年/月面舎)
- 姫汁(2018年/月面舎)
- 万引き撲滅！ エロゲやりすぎ少女「ドキドキヤリドキヤドカリ」(2018年/月面舎)
- 提灯娘 (2018年/月面舎)
- うわさのむすめ(2018年/月面舎)
- 膝ペロというジャンル (2019年/月面舎)
- R完全予約制待合室(2019年/月面舎)
- 二度見ランジェリー(2019年/月面舎)

### オリジナルビデオ
- 餌狼 そして誰もいなくなった (2019年)
- 青梅毒 ラスト・パンデミック (2020年)